# Dichelus kochi
Dichelus kochi är en skalbaggsart som beskrevs av Schein 1958. Dichelus kochi ingår i släktet Dichelus och familjen Melolonthidae. Inga underarter finns listade i Catalogue of Life.